# Estampida del Santuario Yahiko de 1956
Poco después de medianoche en la mañana del 1 de enero de 1956, una estampida humana en el Santuario de Yahiko, Yahiko, Japón, resultó en la muerte de 124 personas y otras 75 resultaron heridas.

## Estampida
Alrededor de la medianoche del 1 de enero de 1956, entre 35.000 y 40.000 personas visitaron el Santuario Yahiko para rendir los honores tradicionales con motivo del Año Nuevo. Poco después de medianoche se produjo una estampida en las empinadas escaleras que conducen al santuario en el momento en que el sacerdote comenzó a arrojar galletas de arroz, según la tradición. Los muros de piedra de dos metros de altura a los lados de la escalera se derrumbaron debido a los empujones de la multitud. La gente quedó enterrada bajo las piedras o cayó al suelo.
Los informes iniciales enumeraron 112 muertos y 50 heridos. Estas cifras aumentaron posteriormente a 124 muertos y 75 heridos.